# (20074) Laskerschüler
20074 Laskerschueler (1994 AF16) – planetoida z pasa głównego asteroid okrążająca Słońce w ciągu 3,47 lat w średniej odległości 2,29 j.a. Odkryta 14 stycznia 1994 roku.